# ماتشيكو أونو
ماتشيكو أونو (باليابانية: 尾野真千子) هي ممثلة يابانية، ولدت في 4 تشرين الثاني/نوفمبر 1981 في اليابان.

## الأعمال

### أفلام
| السنة | العنوان              | الدور          |
| ----- | -------------------- | -------------- |
| 2004  | طعم الشاي            |                |
| 2013  | من شابه أباه فما ظلم | ميدوري نونوميا |
| 2016  | قمة الآلهة           | ريوكو كيشي     |
| 2018  | أبطال بسطاء          | ماما (صوت)     |

### مسلسلات
| السنة | العنوان                | الدور          |
| ----- | ---------------------- | -------------- |
| 2010  | أمي                    | هيتومي ميتشيكي |
| 2018  | في هذا الركن من العالم | كيكو كورومورا  |
| 2025  | أشورا                  | ماكيكو         |

## روابط خارجية
- ماتشيكو أونو على موقع IMDb (الإنجليزية)
- ماتشيكو أونو على موقع ألو سيني (الفرنسية)
- ماتشيكو أونو على موقع أول موفي (الإنجليزية)
- ماتشيكو أونو على موقع قاعدة بيانات الفيلم (الإنجليزية)
- ماتشيكو أونو على موقع كينوبويسك (الروسية)